# لوچیانو چینولانی
لوچیانو چینولانی (انگلیسی: Luciano Cingolani؛ زادهٔ ۶ آوریل ۲۰۰۱) بازیکن فوتبال است.
وی همچنین در تیم ملی فوتبال Argentina U18 بازی کرده‌است.